# Hohenwarte-Stausee
Der Hohenwarte-Stausee bzw. die Hohenwartetalsperre ist ein Stausee, der in den 1930er Jahren durch Anstauung der Saale mittels einer nahe der namensgebenden Thüringer Ortschaft Hohenwarte gelegenen Staumauer entstand. Die gekrümmte Gewichtsstaumauer aus Beton wurde von 1936 bis 1942 erbaut. Ihre Höhe beträgt 75 m, ihre Länge 412 m. Beim Bau der Talsperre mussten 250 Menschen umgesiedelt werden. Das Dorf Preßwitz wurde dabei überflutet.

## Nutzung
Mit dem Speicherraum von 182 Millionen Kubikmeter Wasser ist diese Talsperre die viertgrößte in Deutschland. Das Wasser wird zu einer Gewässeroberfläche von 7,3 Quadratkilometern (jahreszeitlich leicht schwankend, abhängig vom Wasserstand) angestaut. Zweck des Stausees sind der Hochwasserschutz, die Betriebswasserversorgung und die Elektrizitätserzeugung und -speicherung durch das Pumpspeicherkraftwerk Hohenwarte I. Dieses verfügt über Turbinen mit einer Leistung von 63 Megawatt und gehört Vattenfall Europe.
Bereits vor dem Staumauerbau arbeitete in der Nähe von Ziegenrück das Conrod-Kraftwerk.
Der Hohenwarte-Stausee gehört zu der fast 80 Kilometer langen, fünffach gestuften Saalekaskade. Dazu gehören noch saaleabwärts das Ausgleichsbecken Eichicht sowie saaleaufwärts das Ausgleichsbecken Burgk, die Talsperre Walsburg und der Bleiloch-Stausee.
Die Staumauer hat in der Mitte einen festen Kronenüberlauf mit sieben Feldern als Hochwasserentlastung.

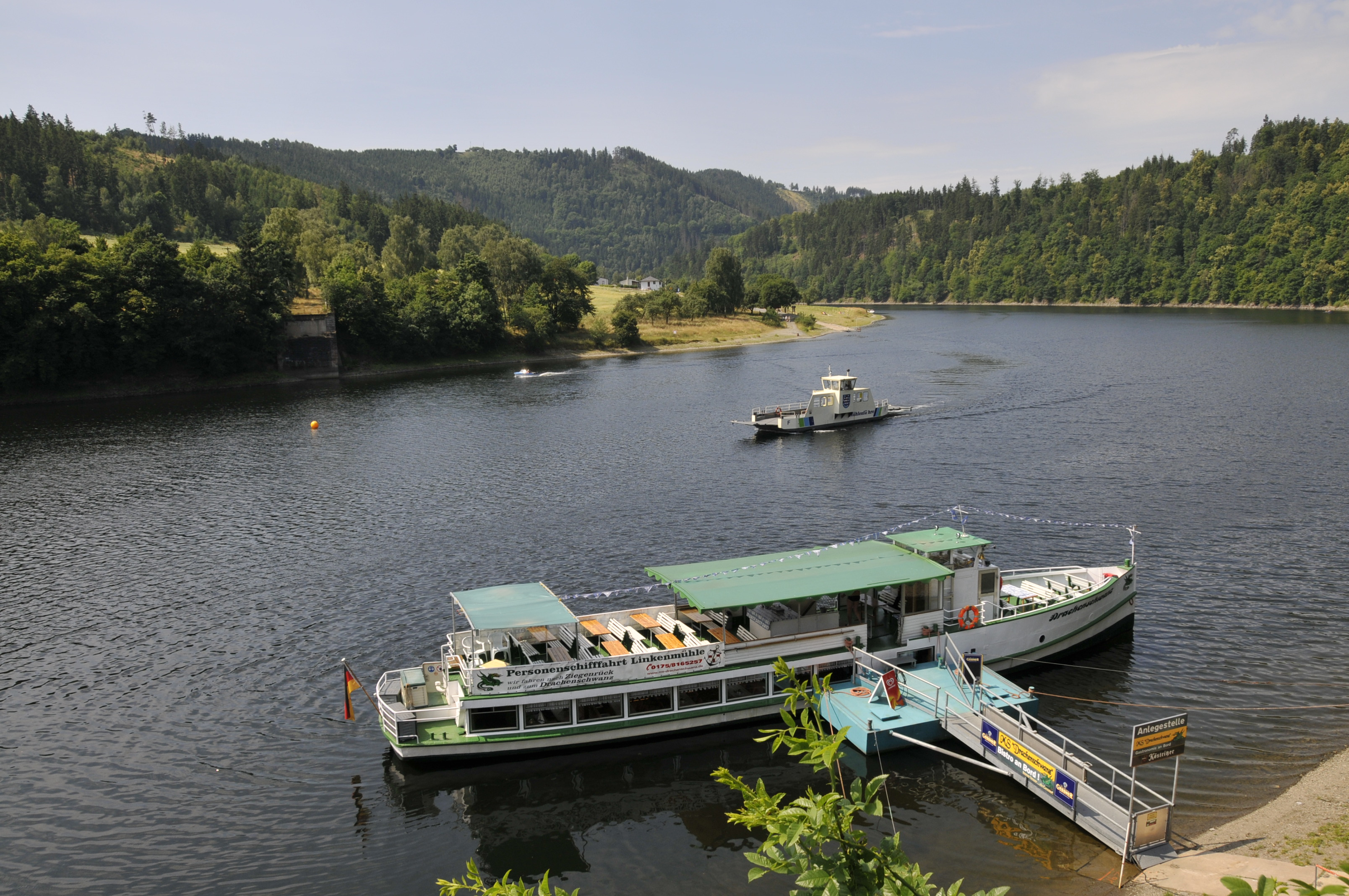
Stausee Hohenwarte in Höhe der Linkenmühle

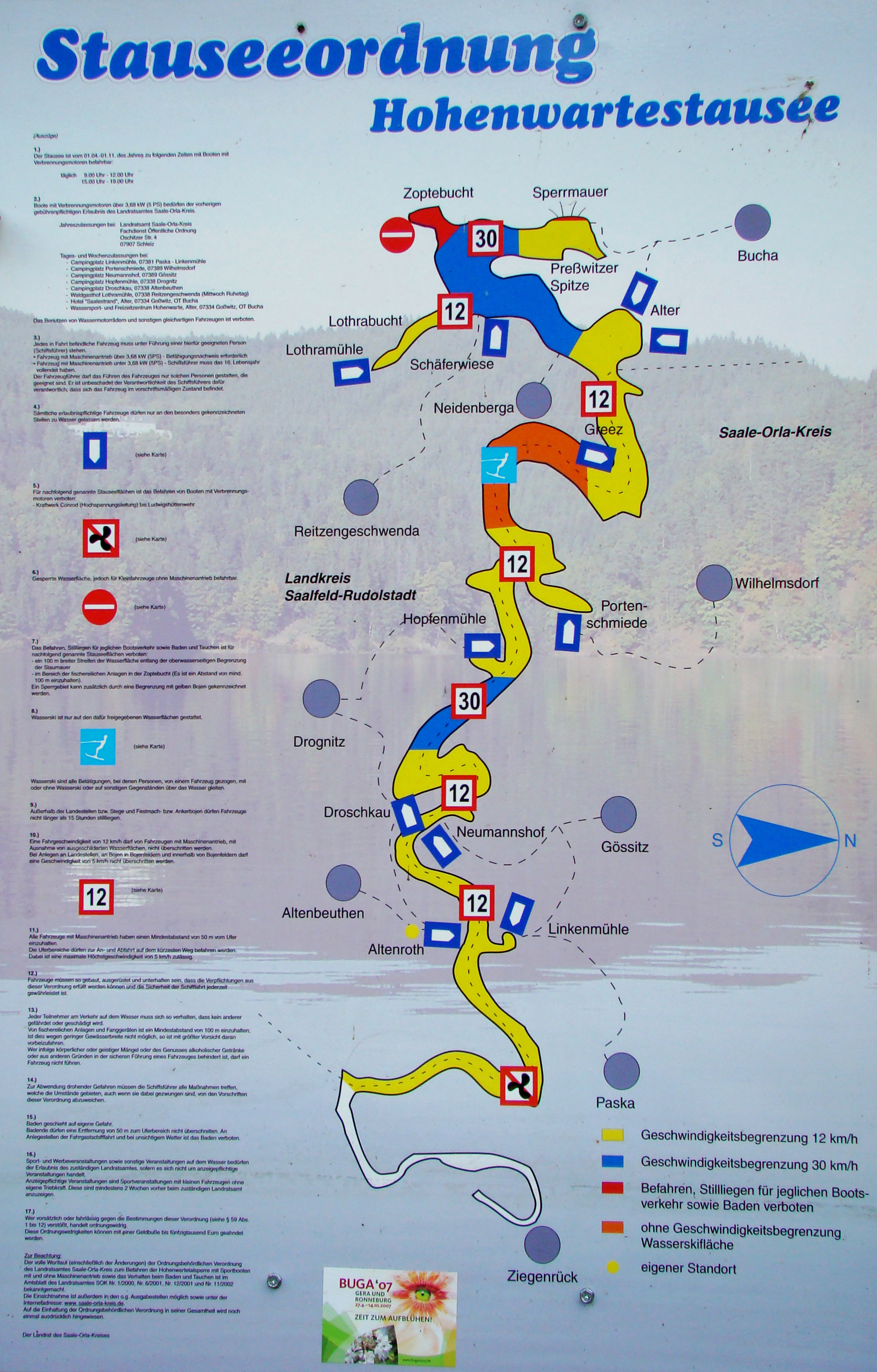
Übersichtsplan des Stausees

## Geschichte
Der Bau erfolgte 1935 bis 1941 (Inbetriebnahme bis 1945) durch die Saaletalsperren AG. Es bestand Interesse am Hochwasserschutz besonders angeregt durch das Hochwasser im November 1890 sowie an elektrischem Strom durch Carl Zeiss in Jena. Das Wasserkraftwerk wurde bis Mitte des 20. Jahrhunderts von der Thüringische Landeselektrizitätsversorgungs-Aktiengesellschaft (Thüringenwerk) betrieben, danach – in der DDR – vom VEB Kraftwerke Saaletalsperren, ab 1954 vom VEB Energieversorgung Gera und ab 1979 vom Energiekombinat Gera. Nach der Wende wurden die Energiekombinate durch die Treuhandanstalt privatisiert (im Rahmen des sogenannten Stromvertrags). Die ostdeutschen Wasserkraftwerke wurden 1990 zunächst von der Vereinigte Kraftwerks AG übernommen, nach deren Fusion mit der Verbundnetz Elektroenergie AG im Jahre 1991 gingen die Kraftwerke an die Vereinigte Energiewerke AG (VEAG) über. 1994 erfolgte der Verkauf durch die Treuhandanstalt an ein aus der PreussenElektra AG, den Rheinisch-Westfälischen Elektrizitätswerken AG und der Bayernwerk AG bestehendes Konsortium und im Jahr 2001 der zweite Verkauf an die kurz zuvor vom schwedischen Energiekonzern Vattenfall übernommene Hamburgische Electricitäts-Werke AG (HEW), so dass heute das Kraftwerk der Vattenfall GmbH (zuvor Vattenfall Europe AG) gehört.

## Tourismus
Der Stausee ist mit Sportbooten mit und ohne Verbrennungsmotor befahrbar. Für Freizeitboote ist er von seinem Beginn in Ziegenrück bis an die Staumauer nutzbar. Außerdem gibt es eine Passagierschifffahrt. Bei der Linkenmühle führte eine 30 m hohe Brücke über den See, die 1943 eine ältere Talbrücke ersetzte und am 12. April 1945 gesprengt wurde, um den Vormarsch der Alliierten zu behindern. Wie vielerorts auch, war die Sprengung auch hier völlig sinnlos, da die Militärfahrzeuge der US-Truppen die noch nicht angestaute Saale leicht überwinden konnten. Es ist die vermutlich einzige größere Straßenbrücke Deutschlands, die weiterhin im Zustand wie unmittelbar nach dem Krieg ist. Die Überreste werden bei Niedrigwasser sichtbar. Der Vorgängerbau über die Saale liegt unter dem Wasserspiegel und kann betaucht werden. Seit einiger Zeit können Fußgänger und Autos von Frühjahr bis Herbst je nach Wasserstand mit einer Fähre übersetzen. Die Mühlfähre ist die einzige Autofähre Thüringens. Die Brückenruine ist weiterhin sichtbar. Pläne zum Wiederaufbau der Brücke stoßen auf energischen Protest der Anwohner, da diese befürchten, dass die Brücke regen Durchgangsverkehr durch die jetzt ruhigen Orte generieren würde. Der Stausee gilt als gutes Angelgewässer. Das Blaue Band vom Hohenwarte-Stausee ist ein seit 1966 stattfindendes Langstreckenschwimmen. Unweit der Staumauer hat eine Tauchbasis ihren Sitz.

## Angrenzende Orte der unteren Saale
- Lothramühle
- Saalthal-Alter
- Portenschmiede
- Hopfenmühle
- Droschkau
- Neumannshof
- Linkenmühle
- Altenroth
- Ziegenrück